# Mall (soundtrack)
Mall: Music from the Motion Picture je filmový soundtrack k americkému dramatickému filmu Mall z roku 2014. Písně napsali, nahráli a interpretovali Chester Bennington, Dave Farrell, Joe Hahn a Mike Shinoda z americké rockové skupiny Linkin Park. Na písních dále spolupracoval bubeník americké industriální rockové skupiny Deadsy Alec Puro. Album vyšlo 12. prosince 2014 u společností Warner Records a Machine Shop. Producenti alba byli Mike Shinoda a Brad Delson spolu s výkonnými producenty Robem Cavallem a Billem Boydem.

## Seznam skladeb
| Pořadí         | Název                                         | Délka |
| -------------- | --------------------------------------------- | ----- |
| 1.             | "White Noise"                                 | 3:05  |
| 2.             | "Jeff Walks"                                  | 1:00  |
| 3.             | "Mall Blueprint"                              | 1:15  |
| 4.             | "Jeff Makes Observations"                     | 2:17  |
| 5.             | "Mal RX7" (Instrumental)                      | 1:10  |
| 6.             | "Barry's Story"                               | 0:59  |
| 7.             | "Changing Room Tease"                         | 1:20  |
| 8.             | "Danny in Police Car - Mal Gears Up"          | 1:43  |
| 9.             | "Mal Gives Barry Second Chance - Mal Unloads" | 2:29  |
| 10.            | "Mall Carnage - Mal Stalked"                  | 3:17  |
| 11.            | "It Goes Through"                             | 3:15  |
| 12.            | "Cops Arrive"                                 | 1:27  |
| 13.            | "Danny's Lucky Day"                           | 2:28  |
| 14.            | "Jeff Philosophizes to Donna"                 | 1:08  |
| 15.            | "Jeff and Donna Connect"                      | 0:54  |
| 16.            | "Jeff Trips in the Mirror"                    | 0:42  |
| 17.            | "Adele and Danny in the Backseat"             | 2:35  |
| 18.            | "Mal vs. Helicopter"                          | 1:08  |
| 19.            | "Devil's Drop"                                | 3:00  |
| 20.            | "TV Comes to Life - Mal and Jeff"             | 4:20  |
| 21.            | "The Last Line"                               | 3:41  |
| 22.            | "Danny Goes Home"                             | 1:41  |
| 23.            | "Dancer" (Instrumental)                       | 3:18  |
| Celková délka: | Celková délka:                                | 47:12 |